# An Introduction to Linear Drawing
An Introduction to Linear Drawing gilt als erstes dokumentiertes Buch um Kunst in öffentlichen Schulen Amerikas zu unterrichten. Es erschien 1825 und ist eine Übersetzung und Überarbeitung (während seiner Lehrtätigkeit an der Female Monitorial School) von William Bentley Fowle nach dem französischen Ursprungswerk von M. Louis Francoeur.